# Sultanatet Adel
Sultanatet Adel, også kendt som Kongeriget Adel, var en muslimsk stat, der lå på Afrikas Horn. Adel blev grundlagt af Sabr ad-Din II, efter at Sultanatet Ifat blev erobret af Etiopien. Adel eksisterede fra 1415 til 1577.

## Historie
I 1415 vendte Sa'ad ad-Din II, som var den ældste søn af den sidste sultan af Ifat, tilbage. Hans familie var i 1410 flygtet til Yemen, efter at Etiopien havde ødelagt Ifat-sultanatet. Adel begyndte hurtigt at få kontrol over meget af det land som havde været kontrolleret af Ifat-sultanatet.
I det 16. århundrede organiserede Adal en effektiv hær ledet af Imam Ahmad ibn Ibrahim al-Ghazi, der invaderede Etiopien. Invasionen er kendt som Etiopia-Adal krigen (no).
Under krigen benyttede Ahmad ibn Ibrahim al-Ghazi kanoner, der var leveret af det Osmanniske Rige, som blev anvendt mod de etiopiske styrker og deres portugisiske allierede, under ledelse af Cristóvão da Gama. Efter Imam Ahmads død mistede Adal-sultanatet størstedelen af sit territorium til Etiopien. I 1550 overtog Nur ibn Mujahid magten efter at han dræbte den etiopiske kejser Gelawdewos.
På grund af vedvarende Oromo-angreb kæmpede både Adal og Etiopiens hersker for at konsolidere deres magt uden for deres egne riger. Under Muhammed Jasas styre i 1577 blev hovedstaden flyttet fra Harar til Aussa. Adal-sultanatet gik senere under på grund af omfattende magtkampe blandt Afar folket.

## Økonomi
Adal havde relationer og engagerede sig i handel med andre lande i Nærorienten, Europa og Sydasien. Mange af de historiske byer på Afrikas Horn, som Abasa og Berbera, blomstrede under deres regeringstid med gårdhavehuse, moskéer, helligdomme, murede kabinetter og bymure. Adal nåede sit økonomiske højdepunkt i det 14. århundrede ved handel med slaver, elfenben og andre varer med byområder og kongeriger på den arabiske halvø gennem dens vigtigste havn Zeila.

## Militær
Adalit-militæret blev opdelt i flere sektioner som infanteriet bestående af sværdfolk, bueskytter og lansere, der blev kommanderet af forskellige generaler og løjtnanter. Disse styrker blev komplementeret af en kavaleristyrke, og senere i sultanatets historie også af skydevåben og kanoner under Etiopia–Adal krigen. De forskellige divisioner blev symboliseret med et tydeligt flag.
Adal-soldaterne brugte udførlige hjelme og stålrustning bestående af ringbrynje. Adels Kavaleri bar beskyttelseshjelme, der dækkede hele ansigtet bortset fra øjnene, og en brystplade. Ved belejringer brugte Adel stiger til at klatre op ad bygninger, bjerge og bakker.

## Sultaner af Adal
| Navn                           | Regeringstid |
| ------------------------------ | ------------ |
| SabiradDīn SaʿadadDīn          | 1415–1422    |
| Mansur SaʿadadDīn              | 1422–1424    |
| JamaladDīn SaʿadadDīn          | 1424–1433    |
| AḥmedudDīn "Badlay" SaʿadadDīn | 1433–1445    |
| Maḥamed AḥmedudDīn             | 1445–1472    |
| ShamsadDin Maḥamed             | 1472–1488    |
| Maḥamed ʿAsharadDīn            | 1488–1518    |
| Maḥamed Abūbakar Maḥfūẓ        | 1518–1519    |
| Abūbakar Maḥamed               | 1518–1526    |
| Garād Abūn ʿAdādshe            | 1519–1525    |
| UmarDīn Maḥamed                | 1526–1553    |
| Ali ʿUmarDīn                   | 1553–1555    |
| Barakat ʿUmarDīn               | 1555–1559    |